# Gouwekanaal
Het Gouwekanaal is een Nederlands kanaal tussen de Hollandsche IJssel en de Gouwe nabij Gouda.
In de zomer van 1927 werd begonnen met de voorbereidende werkzaamheden voor het Gouwekanaal. De aanleg werd in het kader van de werkverschaffing uitgevoerd, zodat ongeveer 300 man met schop en kruiwagen jarenlang aan het kanaal hebben gewerkt.
Er was een kanaal geprojecteerd met een lengte van 2200 meter. Dit kanaal kwam door de Oostpolder in Schieland in Zuid-Holland te lopen. Door de vele problemen die men ondervond met de slappe veenbodem werd het project pas in 1936 opgeleverd.
Tot de aanleg van deze waterverbinding werd door het Rijk en de provincie besloten, omdat de vaarroute tussen Rotterdam en Amsterdam, de toen gebruikelijke route door de binnenstad van Gouda, steeds meer problemen opleverde. Het duurde soms wel 30 uur voordat een schip de stad gepasseerd was. Ook konden grotere schepen moeilijk of niet door de smalle sluizen in de stad. De afsluiting van het eb- en vloedwater van de Hollandse IJssel werd met het sluizencomplex, de Julianasluis geregeld.
Een ander onderdeel van het werk was de aanleg van een nieuw gemaal (het Mr. P.A. Pijnacker Hordijkgemaal) met het Stroomkanaal naar het Gouwekanaal, in gebruik bij het Hoogheemraadschap Rijnland.
Het Gouwekanaal was een aanzienlijke verbetering in tijd en capaciteit in de vaarroute van Noord naar Zuid en is ook nu (2009) nog steeds een druk gebruikte verbinding.
Bij het aanbrengen van nieuwe beschoeiing langs de Gouwe is door de Provincie Zuid-Holland een Fauna-uitstapplaats aangebracht. Dit geeft in het water levende dieren de gelegenheid de steile oever te beklimmen.